# Shibganj (underdistrikt, lat 24,70, long 88,15)
Shibganj är ett underdistrikt i Bangladesh. Det ligger i den västra delen av landet, 250 km väster om huvudstaden Dhaka.
Trakten runt Shibganj består till största delen av jordbruksmark. Runt Shibganj är det mycket tätbefolkat, med 1 266 invånare per kvadratkilometer.